# Vuelta a Guatemala 2016
La 56.ª edición de la Vuelta a Guatemala se disputó entre el 24 de octubre y el 1 de noviembre de 2016. Fue organizada por la Federación Guatemalteca de Ciclismo.

## Equipos participantes
Tomaron parte en la carrera 12 equipos.
| Equipo                                                | Cód. UCI | Categoría   |
| ----------------------------------------------------- | -------- | ----------- |
| Canel's Specialized                                   |          | Amateur     |
| Liga de Ciclismo de Cundinamarca - Aguardiente Néctar |          | Amateur     |
| Cable DX Decorabaños - ADD Quetzaltenango             |          | Amateur     |
| Hino - Pizza Hut - RCN                                |          | Amateur     |
| Selección Sub 23 de Guatemala                         | GUA      | Amateur     |
| ADD Chimaltenango                                     |          | Amateur     |
| Nestlé - Giant                                        |          | Amateur     |
| Cuajo Luna - Universal Foods                          |          | Amateur     |
| Violet House Cleaning and More                        |          | Amateur     |
| Arapahoe Resources                                    |          | Amateur     |
| Team Ecuador                                          | ECU      | Continental |
| Global Cycling                                        |          | Amateur     |

## Etapas
| Etapa     | Fecha     | Recorrido                                 | type                    | Distancia (km) | Ganador             | Líder            |
| --------- | --------- | ----------------------------------------- | ----------------------- | -------------- | ------------------- | ---------------- |
| 1.ª etapa | 24 de oct | Ciudad de Guatemala – El Progreso         | etapa llana             | 130            | Álder Torres        | Álder Torres     |
| 2.ª etapa | 25 de oct | Jutiapa – Chiquimulilla                   | etapa llana             | 112,5          | Alfredo Ajpacajá    | Álder Torres     |
| 3.ª etapa | 26 de oct | Puerto San José – Retalhuleu              | etapa llana             | 174,5          | Dorian Monterroso   | Álder Torres     |
| 4.ª etapa | 27 de oct | Champerico – Retalhuleu                   | contrarreloj individual | 37,8           | Manuel Rodas        | Manuel Rodas     |
| 5.ª etapa | 28 de oct | San Pedro Sacatepéquez – San Marcos       | etapa de montaña        | 125,5          | Román Villalobos    | Manuel Rodas     |
| 6.ª etapa | 29 de oct | Quetzaltenango – Quetzaltenango           | etapa llana             | 117            | Cristian David Pita | Manuel Rodas     |
| 7.ª etapa | 30 de oct | Totonicapán – Sololá                      | etapa de montaña        | 99,5           | Byron Guamá         | Román Villalobos |
| 8.ª etapa | 31 de oct | Chimaltenango – Tecpán Guatemala          | etapa de montaña        | 109,1          | Jonathan de León    | Román Villalobos |
| 9.ª etapa | 1 de nov  | Ciudad de Guatemala – Ciudad de Guatemala | etapa llana             | 105            | Elías Vega          | Román Villalobos |

## Clasificaciones

### Clasificación general
| \| Clasificación general \| Clasificación general \| Clasificación general \| Clasificación general \| Clasificación general \| \| Ciclista \| Ciclista \| Equipo \| Tiempo \| \| \| --------------------- \| --------------------- \| ------------------------------- \| --------------------- \| --------------------- \| \| 1.º \| Román Villalobos \| Canel's-Specialized \| 24 h 51 min 47 s \| \| \| 2.º \| Manuel Rodas \| \| + 1 min 24 s \| \| \| 3.º \| Víctor García Estévez \| Canel's-Specialized \| + 1 min 57 s \| \| \| 4.º \| Juan Pablo Rendón \| \| + 3 min 14 s \| \| \| 5.º \| Byron Guamá \| Team Ecuador \| + 3 min 16 s \| \| \| 6.º \| Elías Vega \| \| + 4 min 20 s \| \| \| 7.º \| Jefferson Cepeda \| Team Ecuador \| + 5 min 24 s \| \| \| 8.º \| Álder Torres \| Hino-One-La Red \| + 7 min 31 s \| \| \| 9.º \| Daniel Bonilla \| Scotiabank-Nestlé-Métrica-Giant \| + 7 min 38 s \| \| \| 10.º \| Alfredo Ajpacajá \| Decorabaños \| + 9 min 34 s \| \| |                       |                                 |                  |
| |                       |                                 |                  |
| |                       |                                 |                  |
| Clasificación general |                       |                                 |                  |
| Ciclista | Ciclista              | Equipo                          | Tiempo           |
| 1.º | Román Villalobos      | Canel's-Specialized             | 24 h 51 min 47 s |
| 2.º | Manuel Rodas          |                                 | + 1 min 24 s     |
| 3.º | Víctor García Estévez | Canel's-Specialized             | + 1 min 57 s     |
| 4.º | Juan Pablo Rendón     |                                 | + 3 min 14 s     |
| 5.º | Byron Guamá           | Team Ecuador                    | + 3 min 16 s     |
| 6.º | Elías Vega            |                                 | + 4 min 20 s     |
| 7.º | Jefferson Cepeda      | Team Ecuador                    | + 5 min 24 s     |
| 8.º | Álder Torres          | Hino-One-La Red                 | + 7 min 31 s     |
| 9.º | Daniel Bonilla        | Scotiabank-Nestlé-Métrica-Giant | + 7 min 38 s     |
| 10.º | Alfredo Ajpacajá      | Decorabaños                     | + 9 min 34 s     |

### Clasificación de la montaña
| Posición | Ciclista                | Equipo              | Puntos |
| -------- | ----------------------- | ------------------- | ------ |
|          | Jefferson Cepeda        | Team Ecuador        | 24     |
| 2        | Santos Crispin Ajpacajá | Hino - Pizza Hut    | 17     |
| 3        | Román Villalobos        | Canel's Specialized | 14     |

### Clasificación de metas volantes
| Posición | Ciclista          | Equipo               | Puntos |
| -------- | ----------------- | -------------------- | ------ |
|          | Dorian Monterroso | Cable DX Decorabaños | 44     |
| 2        | Julio Padilla     | Arapahoe Resources   | 31     |
| 3        | Pablo Alarcón     | Canel's Specialized  | 30     |

### Clasificación por equipos
| Posición | Equipo               | Tiempo           |
| -------- | -------------------- | ---------------- |
|          | Canel's Specialized  | 74 h 42 min 03 s |
| 2        | Cable DX Decorabaños | a 11 min 07 s    |
| 3        | Hino - Pizza Hut     | a 21 min 13 s    |

## Evolución de las clasificaciones
| Etapa (Vencedor)              | Clasificación general | Clasificación de la montaña | Clasificación metas volantes | Clasificación por equipos |
| ----------------------------- | --------------------- | --------------------------- | ---------------------------- | ------------------------- |
| 1.ª etapa (Alder Torres)      | Alder Torres          | Santos Crispin Ajpacajá     | Pablo Alarcón                | Cable DX-Decorabaños      |
| 2.ª etapa (Alfredo Ajcapaja)  | Alder Torres          | Román Villalobos            | Pablo Alarcón                | Cable DX-Decorabaños      |
| 3.ª etapa (Dorian Monterroso) | Alder Torres          | Román Villalobos            | Dorian Monterroso            | Cable DX-Decorabaños      |
| 4.ª etapa (Manuel Rodas)      | Manuel Rodas          | Román Villalobos            | Dorian Monterroso            | Cable DX-Decorabaños      |
| 5.ª etapa (Román Villalobos)  | Manuel Rodas          | Román Villalobos            | Dorian Monterroso            | Cable DX-Decorabaños      |
| 6.ª etapa (Cristián Pita)     | Manuel Rodas          | Román Villalobos            | Dorian Monterroso            | Cable DX-Decorabaños      |
| 7.ª etapa (Byron Guamá)       | Román Villalobos      | Jefferson Cepeda            | Pablo Alarcón                | Canel's Specialized       |
| 8.ª etapa (Jonathan de León)  | Román Villalobos      | Jefferson Cepeda            | Dorian Monterroso            | Canel's Specialized       |
| 9.ª etapa (Elías Vega)        | Román Villalobos      | Jefferson Cepeda            | Dorian Monterroso            | Canel's Specialized       |
| Final                         | Román Villalobos      | Jefferson Cepeda            | Dorian Monterroso            | Canel's Specialized       |